# Сосонівська сільська рада
Сосо́нівська сільська́ ра́да — адміністративно-територіальна одиниця та орган місцевого самоврядування в Нововодолазькому районі Харківської області. Адміністративний центр — село Сосонівка.

## Загальні відомості
- Територія ради: 56,97 км²
- Населення ради: 1 006 осіб (станом на 2001 рік)

## Населені пункти
Сільській раді підпорядковані населені пункти:
- с. Сосонівка
- с. Бражники
- с. Головнівка
- с. Княжне
- с. Моськівка
- с. Низівка
- с. Стулепівка

## Склад ради
Рада складається з 14 депутатів та голови.
- Голова ради: Вязовий Андрій Михайлович
- Секретар ради: Іскра Валентина Іванівна

### Керівний склад попередніх скликань
| Прізвище, ім'я, по батькові | Основні відомості                                                                                | Дата обрання | Дата звільнення |
| --------------------------- | ------------------------------------------------------------------------------------------------ | ------------ | --------------- |
| Вязовий Андрій Михайлович   | Сільський голова, 1961 року народження, освіта незакінчена вища, член Партії «Реформи і порядок» | 26.03.2006   | 31.10.2010      |
| Вязовий Андрій Михайлович   | Сільський голова, 1961 року народження, освіта незакінчена вища, член Партії «Реформи і порядок» | 31.10.2010   |                 |

Примітка: таблиця складена за даними сайту Верховної Ради України

### Депутати
За результатами місцевих виборів 2010 року депутатами ради стали:

#### За суб'єктами висування
| Суб'єкт висування           | Кількість обраних депутатів | %    |
| --------------------------- | --------------------------- | ---- |
| Партія регіонів             | 6                           | 42,9 |
| Самовисування               | 6                           | 42,9 |
| Комуністична партія України | 2                           | 14,3 |

#### За округами
| № округу                    | Прізвище, ім'я, по батькові       | Дата визнання обраним | Освіта             | Партійна приналежність            | Відомості про обраного депутата                                   |
| --------------------------- | --------------------------------- | --------------------- | ------------------ | --------------------------------- | ----------------------------------------------------------------- |
| Комуністична партія України |                                   |                       |                    |                                   |                                                                   |
| 10                          | Помазан Олександр Андрійович      | 05.11.2010            | середня            | член Комуністичної партії України | Харківський метрополітен, електромеханік                          |
| 11                          | Кабачек Віктор Андрійович         | 05.11.2010            | середня            | член Комуністичної партії України | пенсіонер                                                         |
| Партія регіонів             |                                   |                       |                    |                                   |                                                                   |
| 1                           | Кадук Андрій Михайлович           | 05.11.2010            | середня спеціальна | позапартійний                     | приватне підприємство, столяр                                     |
| 2                           | Яковенко Руслан Михайлович        | 05.11.2010            | середня спеціальна | позапартійний                     | тимчасово не працює                                               |
| 4                           | Мотика Раїса Степанівна           | 05.11.2010            | середня спеціальна | позапартійна                      | Сосонівський фельдшерсько-акушерський пункт, молодшамедичнасестра |
| 5                           | Єрмощенко Володимир Володимирович | 05.11.2010            | незакінчена вища   | член Партії регіонів              | тимчасово не працює                                               |
| 6                           | Петрухнов Микола Андрійович       | 05.11.2010            | середня спеціальна | позапартійний                     | тимчасово не працює                                               |
| 9                           | Болсувовський Ігор Анатолійович   | 05.11.2010            | середня            | позапартійний                     | Харківський метрополітен, обхідник колії                          |
| Самовисування               |                                   |                       |                    |                                   |                                                                   |
| 3                           | Антоненко Валентина Тимофіївна    | 05.11.2010            | вища               | позапартійна                      | Сосонівська загальноосвітня школа, вчитель української мови       |
| 7                           | Бондаренко Валентина Павлівна     | 05.11.2010            | вища               | позапартійна                      | Сосонівська загальноосвітня школа, вчитель музики                 |
| 8                           | Колісник Зоя Андріївна            | 05.11.2010            | вища               | позапартійна                      | Сосонівська загальноосвітня школа, вчитель української мови       |
| 12                          | Іскра Валентина Іванівна          | 05.11.2010            | середня            | позапартійна                      | Сосонівськасільська рада, секретар виконкому                      |
| 13                          | Мотика Микола Михайлович          | 05.11.2010            | середня            | позапартійний                     | тимчасово не працює                                               |
| 14                          | Богун Наталія Миколаївна          | 05.11.2010            | середня            | позапартійна                      | ТОВ «МК Ріал», бухгалтер                                          |